# カサブランカ沖海戦
カサブランカ沖海戦 (Naval Battle of Casablanca) は、第二次世界大戦中の1942年11月に実行された連合国の北アフリカ侵攻（トーチ作戦）の際に、モロッコのカサブランカ周辺海域で生起したアメリカ軍とフランス軍との間の戦闘。フランス艦隊が出撃しアメリカ軍の上陸船団攻撃を試みたが、アメリカ艦隊との戦闘で大きな損害を蒙った。

## 両軍の戦力

### アメリカ軍
トーチ作戦におけるモロッコへの上陸場所はサフィ、フェドハラ (Fedhala)、メヘディア (Mehedia) の3箇所であった。フェドハラはカサブランカの近くの場所である。この上陸作戦を実行したのは第34任務部隊で指揮官はH・ケント・ヒューイット (H. Kent Hewitt) 少将であった。第34任務部隊のうちカサブランカでの戦闘に参加したのは第34.1任務群と第34.9任務群および第34.2任務群であり、次の様な編成であった。
- 第34.1任務群（ロバート・C・ギッフェン少将）
  - 戦艦マサチューセッツ
  - 重巡洋艦ウィチタ、タスカルーサ
  - 駆逐艦ウェインライト、メイラント、リンド、ジェンキンス
  - 給油艦1隻
- 第34.9任務群
  - 重巡洋艦オーガスタ（ヒューイット少将の旗艦）
  - 軽巡洋艦ブルックリン
  - 駆逐艦ウィルクス、スワンソン、ラドロー、マーフィー、ブリストル、ウールゼイ、エディソン、ティルマン、ボイル、ローワン
  - 兵員輸送艦10隻、貨物輸送艦3隻、その他の艦艇6隻
- 第34.2任務群
  - 空母レンジャー
  - 護衛空母スワニー
  - 軽巡洋艦クリーブランド
  - 駆逐艦5隻、潜水艦2隻、給油艦1隻

### フランス軍

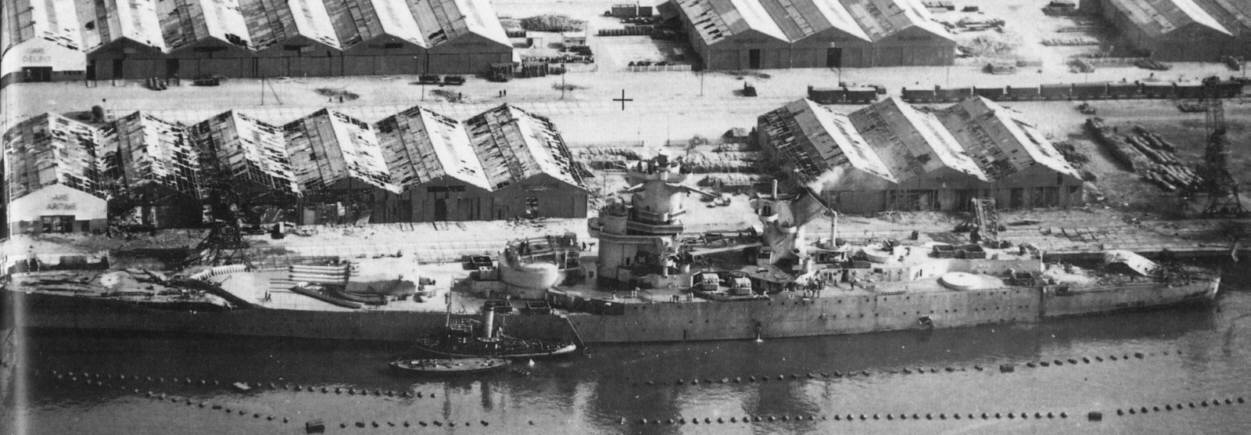
アメリカ空母レンジャーの搭載機が撮影したフランス戦艦ジャン・バール

トーチ作戦実行時、カサブランカには次の艦艇が存在していた。
- 戦艦ジャン・バール
- 第2軽戦隊（司令官レイモン・ゲルベ・ド・ラフォンド少将）
  - 軽巡洋艦プリモゲ
  - 大型駆逐艦ミラン、アルバトロス、ル・マラン
  - 駆逐艦ラルション、フグー、フロンデュール、ブーロネー、ブレストア、タンペート、シムーン
- スループ、掃海艇など19隻
- 潜水艦11隻

これらカサブランカのフランス海軍部隊はFélix Michelier中将の指揮下にあった。戦艦ジャン・バールは艤装中であり航走しての戦闘は不可能であったが38cm主砲は第一砲塔の4門のみ砲撃が可能であった。また、大型駆逐艦ル・マランはドックに入っており、駆逐艦タンペートとシムーンは衝突による損傷の修理中であった。このほか、カサブランカとフェドハラ周辺には、4門の194mm砲など備えたエル・ハンク (El Hank) 砲台など複数の砲台が存在していた。

## 戦闘経過

### アメリカ軍のカサブランカ砲撃

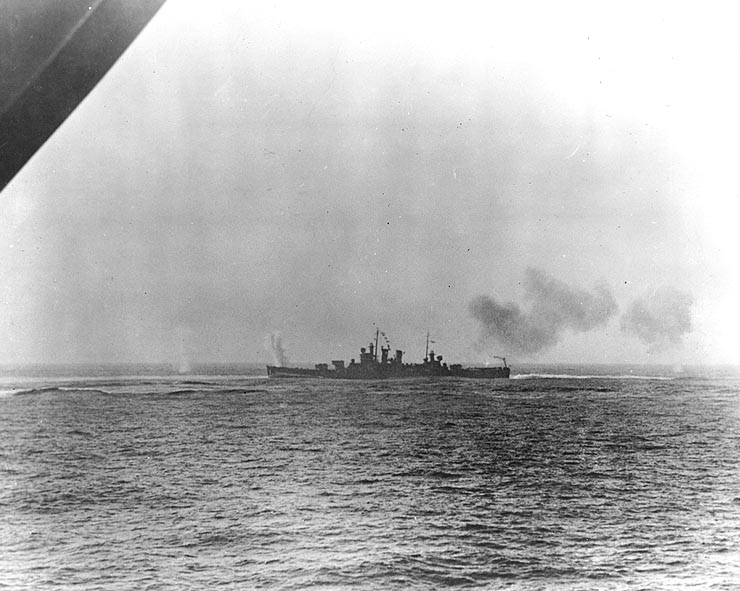
カサブランカ沖で戦闘中のアメリカ重巡洋艦ウィチタ

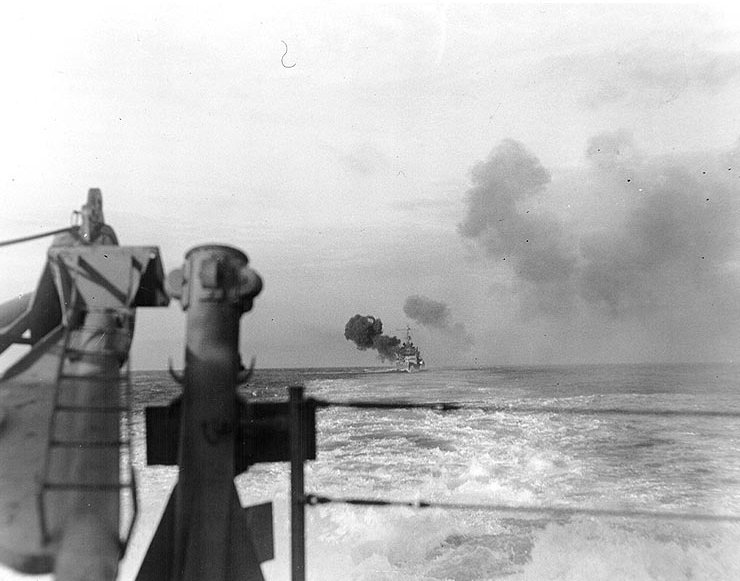
カサブランカ沖で戦闘中のアメリカ重巡洋艦タスカルーサ

11月8日、アメリカ軍第34.1任務群はカサブランカ沖に姿を現した。フランス軍はアメリカ軍機に対して対空砲火を打ち上げ、7時1分にはエル・ハンク砲台も砲撃を開始した。そのため、第34.任務群の戦艦マサチューセッツ、重巡洋艦タスカルーサ、ウィチタもエル・ハンク砲台や戦艦ジャン・バールに対する砲撃を開始した。また、空母搭載機もカサブランカ攻撃をおこなった。ジャン・バールは多数の命中弾を受けて沈黙。一方、ジャン・バールやフランス軍砲台の砲撃は命中しなかった。また、カサブランカ港内ではフランスの潜水艦Amphitrite、Oréade、La Psychéが撃沈された。アメリカ軍は8時35分に戦闘を中止した。

### フランス艦隊の出撃とアメリカ艦隊との戦闘
アメリカ軍による攻撃が続く中、8時15分にフランスの大型駆逐艦ミラン、アルバトロス、駆逐艦ブレストア、ブーロネー、フグー、フロンデュール、ラルションがゲルベ・ド・ラフォンド (Gervais de Lafond) 少将に率いられてカサブランカから出撃を開始した。フランス艦隊はレンジャー搭載機から機銃掃射を受けてラフォンド少将が負傷するなど損害を出すも、北東のフェドハラへ向かい上陸中のアメリカ軍を攻撃して若干の戦果をあげた。また、8時34分にアメリカ駆逐艦ラドローに命中弾を与えた。
フランス艦隊の接近に対し、ヒューイット少将は重巡洋艦オーガスタ、軽巡洋艦ブルックリン、駆逐艦ウィルクス、スワンソンに迎撃を命じた。また、ヒューイット少将は第34.1任務群のギッフェン少将にもフランス艦隊攻撃を命じた。オーガスタとブルックリンが現れると、ラフォンド少将は艦隊を反転させた。フランス艦隊とアメリカの巡洋艦2隻は砲撃戦を行ったが、この時点では両方とも命中弾はなかった。9時15分にラフォンド少将は再度針路を東に変更したが、9時18分に第34.1任務群が戦闘に加わった。また、この頃カサブランカからフランス軽巡洋艦プリモゲも出撃した。
オーガスタとブルックリンは、第34.1任務群が到着すると上陸支援に戻った。フランス艦隊はマサチューセッツ、タスカルーサ、ウィチタからの攻撃を受け、フグーがマサチューセッツおよびタスカルーサの砲撃が命中して沈んだ。一方、マサチューセッツにもエル・ハンク砲台からの砲撃が命中した。東のほうでは、第34.1任務群が魚雷を避けるためなどで西に離れたためフランスの駆逐艦が再びに上陸船団に接近した。このため、ヒューイット少将は9時51分にオーガスタ、ブルックリン、駆逐艦スワンソン、ウィルクス、ブリストルに迎撃を命じた。10時12分、ブルックリンの砲撃がブーロネーに命中。ブーロネーは11時12分に沈んだ。10時46分、ブルックリンが被弾したが、不発であった。11頃、弾薬節約のためマサチューセッツは砲撃をやめた。
11時台にプリモゲ、ミラン、ブレストア、フロンデュール、アルバトロスが被弾した。アメリカ側では11時28分にエル・ハンク砲台の砲撃がウィチタに命中した。南西から敵巡洋艦が接近中であるというものと、フェドハラでフランス軍の士官との会談があるとの情報により、11時45分から50分ごろアメリカ軍は戦闘を停止した。しかし、前者は誤情報であり、後者も海上戦に影響を与えるものではなかった。
出撃したフランス海軍艦艇の内、戦闘後も無傷なのはラルションのみであった。プリモゲとミランは擱座し、フロンデュールとブレストアは港に戻ったものの翌日転覆した。

### 午後の戦闘
11月8日午後、第34.1任務群が誤情報のため西に離れている隙にフランスの駆逐艦タンペート、シムーン、通報艦ラ・グランディエール、掃海艇La Gracieuse、Commandant Delagaが生存者救助のためカサブランカから出港した。これに対しオーガスタ、ブルックリンや爆撃機が攻撃をおこなった。戦闘は13時12分に開始され、ラ・グランディエールが損傷した。この戦闘の間にアルバトロスが曳船に曳航されて港に戻った。

### フランス潜水艦の動向
カサブランカのフランス潜水艦11隻の内5隻アメリカ軍の攻撃前に出港していた。港内に残っていた潜水艦の内Amphitrite、Oréade、La Psychéはアメリカ軍の最初の攻撃で撃沈されたが、残りは出港した。フランス潜水艦はアメリカ軍艦艇に対して雷撃をおこなったが、命中させることは出来なかった。Sibylle、Sidi-Ferruch、Méduse、Conquérant、Tonnantが失われ、生き残った潜水艦はOrphée、Antiope、Amazoneのみであった。

### 11月10日の戦闘
11月10日、フランスのLa Gracieuse、Commandant Delagaがアメリカ軍に対する艦砲射撃を実施しようと出撃したが、アメリカ艦隊に迎撃され撤退した。この際、フランス戦艦ジャン・バールがオーガスタに対して砲撃を行った。

### 講和成立
これに先立つ11月8日、アルジェに居合わせたフランソワ・ダルラン元帥が北アフリカの全ヴィシー・フランス軍と連合国軍との間に講和を成立させた。このため11日にはカサブランカでも戦闘が終わった。同地に残ったフランス軍戦力は自由フランスに合流した。